# Hrabstwo Harrow
Hrabstwo Harrow (tytuł oryginału: Harrow County) – amerykańska seria komiksowa autorstwa Cullena Bunna (scenariusz) i Tylera Crooka (rysunki), ukazująca się w formie miesięcznika od maja 2015 do czerwca 2018 nakładem wydawnictwa Dark Horse Comics. Polskie tłumaczenie opublikowało wydawnictwo Mucha Comics od 2016 do 2020 w formie tomów zbiorczych. 

## Fabuła
Lata 30. XX wieku. Osiemnastoletnia Emmy mieszka z ojcem w domu pod lasem gdzieś na amerykańskiej prowincji w tytułowym hrabstwie Harrow. Wiele lat wcześniej w okolicy spalono Hester Beck, czarownicę, która porywała dzieci i rzucała uroki na ludzi. Teraz koszmar sprzed lat powraca: demoniczne siły dają o sobie znać, gdy krowa w gospodarstwie ojca Emmy rodzi wielonogie cielę, a dziewczyna znajduje w lesie skórę zdartą z chłopca, wydającą jęki. Wkrótce okazuje się, że Emmy jest wcieleniem Hester, a mieszkańcy hrabstwa chcą się jej pozbyć. Emmy, która odkrywa, że dysponuje niszczycielskimi mocami i panuje nad stworami mieszkającymi w lesie, stara się udowodnić, że drzemiące w niej zło nie przeważy dobra.

## Tomy
| Tom | Tytuł i rok wydania polskiego  | Tytuł i rok wydania oryginalnego | Zawartość tomu       |
| --- | ------------------------------ | -------------------------------- | -------------------- |
| 1   | Niezliczone duchy (2016)       | Countless Haints (2015)          | Harrow County #1–4   |
| 2   | Siostry (2017)                 | Twice Told (2016)                | Harrow County #5–8   |
| 3   | Węże (2017)                    | Snake Doctor (2016)              | Harrow County #9–12  |
| 4   | Rodzina (2018)                 | Family Tree (2017)               | Harrow County #13–16 |
| 5   | Porzucony (2019)               | Abandoned (2017)                 | Harrow County #17–20 |
| 6   | Inna magia (2019)              | Hedge Magic (2017)               | Harrow County #21–24 |
| 7   | Nadchodzą mroczne czasy (2020) | Dark Times A’Coming (2018)       | Harrow County #25–28 |
| 8   | Powrót (2020)                  | Done Come Back (2018)            | Harrow County #29–32 |